# Platorchestia humicola
Platorchestia humicola is een vlokreeftensoort uit de familie van de Talitridae. De wetenschappelijke naam van de soort is voor het eerst geldig gepubliceerd in 1868 door Martens.